# Nemacheilus kodaguensis
Nemacheilus kodaguensis és una espècie de peix de la família dels balitòrids i de l'ordre dels cipriniformes.

## Morfologia
Els mascles poden assolir els 3,6 cm de longitud total.

## Distribució geogràfica
Es troba al riu Kaveri (els Ghats Occidentals, l'Índia).